# Werkhausen

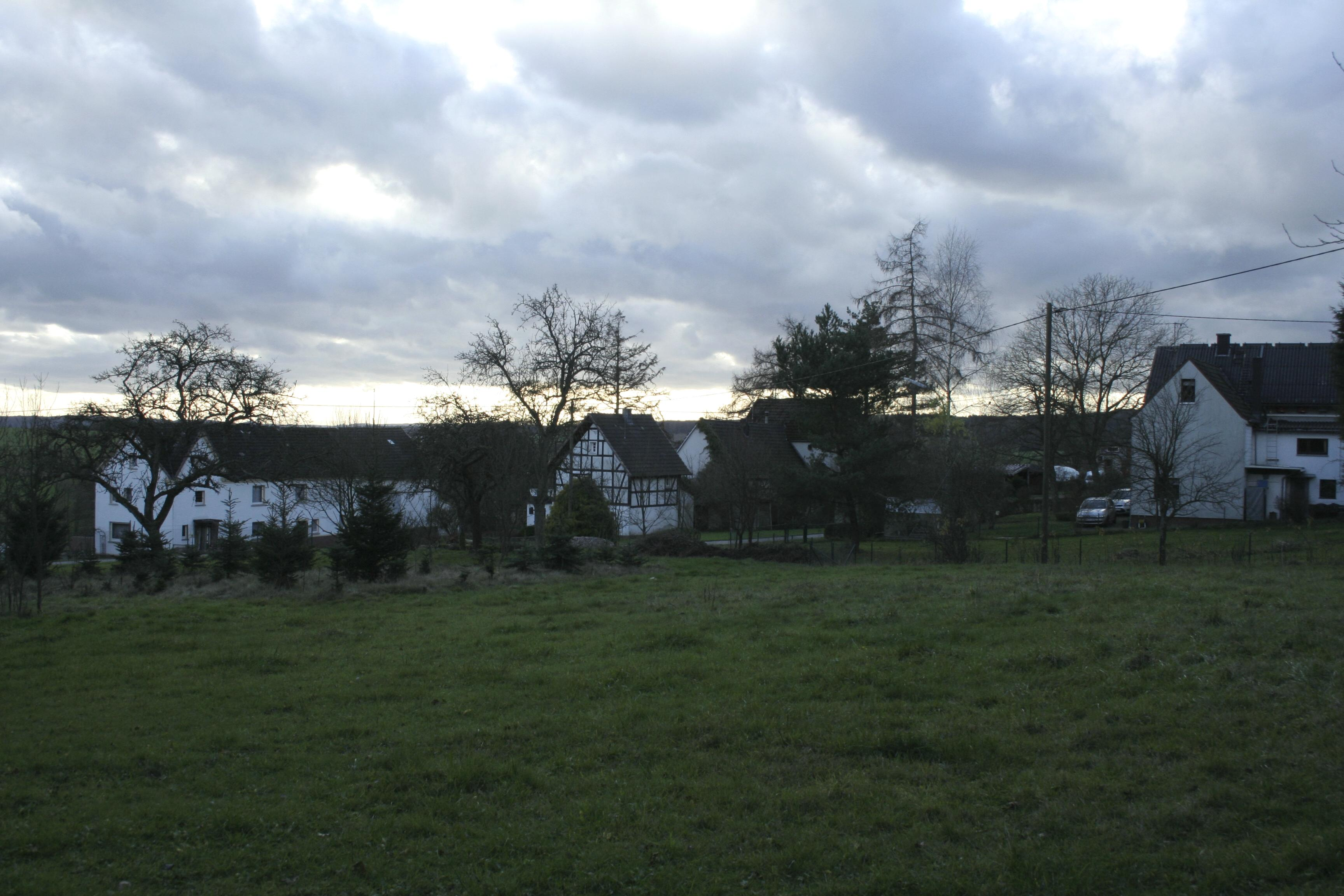
Werkhausen, Ortsteil Ochsenbruch

Werkhausen ist eine Ortsgemeinde im Landkreis Altenkirchen (Westerwald) in Rheinland-Pfalz. Sie gehört der Verbandsgemeinde Altenkirchen-Flammersfeld an.

## Geographische Lage
Werkhausen liegt zwei Kilometer nordwestlich von Weyerbusch und grenzt auf einer Länge von annähernd vier Kilometern an den Rhein-Sieg-Kreis in Nordrhein-Westfalen. Die Grenze wird im Wesentlichen durch die frühere „Hohe Straße“ markiert. Sie ist die Vorgängerin der Bundesstraße 8 und so ein früher bedeutender Verkehrsweg. Daran schließt sich das größte zusammenhängende Waldgebiet der Gegend, die Leuscheid, an. Im Norden Werkhausens entspringt der Mehrbach, der beim Kloster Ehrenstein in die Wied mündet.
Die Gemeinde Werkhausen besteht aus den Ortsteilen Acker, Überdorf, Ochsenbruch, Leingen und Werkhausen.

## Geschichte
Die erste schriftliche Urkunde mit der Erwähnung Werkhausens stammt von 1430, als ein Ludwig von Werkhausen Richter im Kirchspiel Birnbach und Schöffe an der hohen Feste war. 1558 erschien der Name des Ortes als Werickhuisen. 1578 wurden in Werkhausen 21 Feuerstellen gezählt, 1620 waren es noch 14, 1780 wiederum 23 Häuser. Der heutige Ortsteil Leingen wurde 1600 als Lempfgen im Zusammenhang mit der Zahl von fünf Häusern erwähnt. 1603 war die Werkhäuser Mühle durch die Grafen von Sayn an Wilhelm Kremer aus Weyerbusch verliehen.
Werkhausen gehörte zur Grafschaft Sayn und nach deren Teilung im 17. Jahrhundert zur Grafschaft Sayn-Altenkirchen.
Vom 30. Oktober 1830 bis zum 7. April 1831 dauerte die Vermessung des Weyerbuscher und Werkhäuser Erbenwaldes, worüber zwischenzeitlich ein Protokoll vom 12. Februar 1831 Rechenschaft gab, das die Verteilung der Waldparzellen an die neuen Eigentümer dokumentierte. 1837 gab es in Werkhausen 34 Wohnhäuser, dazu ein Schulhaus, das auch die Kinder von Hasselbach nutzen mussten, sowie eine Mühle und diverse landwirtschaftliche Nutzgebäude.
Bevölkerungsentwicklung
Die Entwicklung der Einwohnerzahl von Werkhausen, die Werte von 1871 bis 1987 beruhen auf Volkszählungen:
| Jahr | Einwohner |
| ---- | --------- |
| 1815 | 126       |
| 1835 | 187       |
| 1871 | 187       |
| 1905 | 174       |
| 1939 | 162       |
| 1950 | 181       |

| Jahr | Einwohner |
| ---- | --------- |
| 1961 | 162       |
| 1970 | 170       |
| 1987 | 159       |
| 1997 | 200       |
| 2005 | 231       |
| 2017 | 232       |

## Politik

### Gemeinderat
Der Gemeinderat in Werkhausen besteht aus sechs Ratsmitgliedern, die bei der Kommunalwahl am 9. Juni 2024 in einer Mehrheitswahl gewählt wurden, und dem ehrenamtlichen Ortsbürgermeister als Vorsitzendem.

### Bürgermeister
Darius Tawrowski wurde am 4. September 2024 Ortsbürgermeister von Werkhausen. Bei der Direktwahl am 9. Juni 2024 war er als einziger Bewerber mit einem Stimmenanteil von 91,2 % für fünf Jahre gewählt worden.
Sein Vorgänger Ottmar Orfgen hatte das Amt seit 2009 inne und kandidierte bei der Wahl 2024 nicht erneut als Ortsbürgermeister.

## Wirtschaft
Die Gemeinde Werkhausen ist heute eine reine Wohngemeinde. Zwei Handwerksbetriebe gibt es am Ort, und mehrere Familien, die die Landwirtschaft noch im Nebenerwerb betreiben.